# Domoni
Domoni este un oraș în Comore, în  insula autonomă Anjouan. În 2012 avea o populație de 16279, iar la recensământul din 1991 avea 10169 locuitori.

## Clima
| Date climatice pentru Domoni, Comoros | Date climatice pentru Domoni, Comoros | Date climatice pentru Domoni, Comoros | Date climatice pentru Domoni, Comoros | Date climatice pentru Domoni, Comoros | Date climatice pentru Domoni, Comoros | Date climatice pentru Domoni, Comoros | Date climatice pentru Domoni, Comoros | Date climatice pentru Domoni, Comoros | Date climatice pentru Domoni, Comoros | Date climatice pentru Domoni, Comoros | Date climatice pentru Domoni, Comoros | Date climatice pentru Domoni, Comoros | Date climatice pentru Domoni, Comoros |
| Luna                                  | Ian                                   | Feb                                   | Mar                                   | Apr                                   | Mai                                   | Iun                                   | Iul                                   | Aug                                   | Sep                                   | Oct                                   | Nov                                   | Dec                                   | Anual                                 |
| ------------------------------------- | ------------------------------------- | ------------------------------------- | ------------------------------------- | ------------------------------------- | ------------------------------------- | ------------------------------------- | ------------------------------------- | ------------------------------------- | ------------------------------------- | ------------------------------------- | ------------------------------------- | ------------------------------------- | ------------------------------------- |
| Minima medie °C (°F)                  | 18 (64)                               | 18 (64)                               | 16 (61)                               | 16 (61)                               | 16 (61)                               | 16 (61)                               | 15 (59)                               | 15 (59)                               | 16 (61)                               | 16 (61)                               | 17 (63)                               | 17 (63)                               | 15,0 (59)                             |
| Ploaie mm (inches)                    | 222 (8.74)                            | 171 (6.73)                            | 111 (4.37)                            | 102 (4.02)                            | 42 (1.65)                             | 15 (0.59)                             | 36 (1.42)                             | 15 (0.59)                             | 24 (0.94)                             | 15 (0.59)                             | 42 (1.65)                             | 264 (10.39)                           | 1.059 (41,69)                         |
| Sursă: World Weather Online           |                                       |                                       |                                       |                                       |                                       |                                       |                                       |                                       |                                       |                                       |                                       |                                       |                                       |